# Metro de Shenyang
El Metro de Shenyang es el sistema de transporte rápido de la ciudad-subprovincia de Shenyang de la provincia de Liaoning, República Popular China. El metro se abrió el 27 de septiembre de 2010. Este es el sistema séptimo que entra en operaciones en China continental y el primero en el noreste de China.
El metro consiste en la línea 1 (este-oeste), con 27.8 kilómetros y 22 estaciones, y la línea 2 (norte-sur), que actualmente está abierta desde el 9 de enero de 2012. La línea 1 se abrió el 27 de septiembre de 2010. En la actualidad consta de 5 líneas y un kilometraje de 163,7km, y 111 estaciones. Hay dos nuevas líneas en construcción, así como tres ampliaciones de líneas existentes y dos líneas en planificación. 
A largo plazo el metro operará 16 líneas con una longitud total de 630 kilómetros.

## Historia
Shenyáng fue una de las primeras ciudades chinas con un plan de metro. El plan inicial de construcción de una línea de metro en Shenyáng se propuso desde 1940, cuando una empresa japonesa planeó una red metro de 52 km. El programa metro fue restablecido de nuevo en 1965, cuando el gobierno chino decidió que las cuatro ciudades más grandes de la época, Pekín, Shanghái, Tianjin y Shenyang deben construir sistemas de metro por razones militares. Sin embargo, debido a la Revolución Cultural, sólo el metro de Pekín y Tianjín fueron construidos. Mientras que el sistema de metro de Shanghái se puso en servicio en 1995, debido a la disminución económica de Shenyáng durante las décadas de 1980 y 1990, el programa del metro se pospuso de nuevo. Un tren ligero fue diseñado en la década de 1990 como una alternativa más barata, sin embargo, este plan fue abandonado también. Cuando la economía de la ciudad revivió después de 2000, el sueño del metro se rematerializó. Finalmente, en 2005, la propuesta fue aprobada por el gobierno central chino y comenzó la construcción.

## Construcción
La construcción de la primera línea, la línea 1, comenzó el 18 de noviembre de 2005 y el servicio fue abierto al público hasta septiembre de 2009, con la línea totalmente en función en septiembre de 2010. La construcción de una extensión de cuatro estaciones al este de Dongling se inició en 2009. El costo total de la Línea 1 8.88 mil millones de yuanes (USD 1.1 millones).
La construcción de la Línea 2 comenzó el 18 de noviembre de 2006. La línea 2 es un 19.3 kilómetros con 19 estaciones y se abrió el 9 de enero de 2012. 
También se está construyendo 65 km de la línea 4. 

## Características
| Líneas     | Terminales               | Terminales                | Inauguración | Extendida | Longitud en km | Estaciones |
|            |                          |                           |              |           |                |            |
| █ Línea 1  | Estación Shisanhaojie    | Estación Limingguangchang | 2010         | 2010      | 27.8           | 22         |
| █ Línea 2  | Estación Putianlu        | Estación Quanyunlu        | 2011         | 2018      | 31.88          | 26         |
| █ Línea 9  | Estación Nujianggongyuan | Estación Ligongdaxue      | 2019         | 2019      | 28.99          | 23         |
| █ Línea 10 | Estación Dingxianghu     | Estación Zhangshabu       | 2020         | 2020      | 27.164         | 21         |
|            |                          |                           |              |           |                |            |